# زیگفرید فوله
زیگفرید فوله (آلمانی: Siegfried Fülle؛ زادهٔ ۶ اکتبر ۱۹۳۹) ژیمناست هنری اهل آلمان بود.
وی در مسابقات کشوری و بین‌المللی در مجموع برندهٔ ۳ مدال برنز شده‌است.